# UPnP
UPnP (Universal Plug and Play) — універсальне автоматичне налаштування мережевих пристроїв.
UPnP (Universal Plug and Play) — це архітектура однорангових з'єднань між персональними комп'ютерами та інтелектуальними пристроями, встановленими, наприклад, вдома. UPnP будується на основі стандартів і технологій інтернету, таких як TCP/IP, HTTP, XML і забезпечує автоматичне під'єднання подібних пристроїв один до одного, та їх спільну роботу в мережевому середовищі, внаслідок чого мережа (наприклад, домашня) стає доступною більшому числу людей.

## Значення технології UPnP для споживача
Простота, можливість вибору і підвищення ефективності роботи. Мережеві продукти, що використовують технологію Universal Plug and Play, запрацюють відразу, як тільки будуть фізично під'єднані до мережі. UPnP підтримує практично всі технології мережевих інфраструктур, як дротові, так і бездротові. В їх число, зокрема, входять: кабельний Ethernet, бездротові мережі Wi-fi i(802.11b), порт IEEE 1394 («Firewire»), мережі на основі телефонних ліній і мережі на основі ліній електроживлення. Під'єднання всіх цих пристроїв і персонального комп'ютера один до одного спростить користувачам доступ до новітніх служб і додатків.

## Технічні елементи технології UPnP
В технології UPnP широка сфера застосування — вона орієнтована на домашні мережі, мережі малих підприємств, мережі, встановлені в будівлях, в яких розміщуються комерційні компанії, і інші мережі компактних розмірів. Вона забезпечує обмін даними між будь-якими двома пристроями, що знаходяться під контролем якого-небудь керуючого мережевого пристрою. Технологія UPnP діє незалежно від використовуваної операційної системи, фізичного середовища передачі даних або мови програмування.
UPnP підтримує мережі нульової конфігурації й автоматичне виявлення пристроїв: пристрій приєднується до мережі в динамічному режимі, отримує IP-адресу, за запитом повідомляє про свої можливості й збирає інформацію про наявність і можливості інших пристроїв. Присутність серверів DHCP і DNS необов'язкове; вони можуть використовуватися лише у випадку, якщо будуть доступні в мережі. На додаток, пристрій може автоматично вийти з мережі, і це не приведе до яких-небудь порушень в її роботі.
Технологія UPnP спирається на весь досвід розвитку інтернету, в ній активно використовуються багато його компонентів, у тому числі IP, TCP, UDP, HTTP і XML. Проєкт розвитку UPnP передбачає багатобічну співпрацю зацікавлених компаній в області створення стандартних протоколів управління пристроями (DCP). Як і в разі інтернету, ці стандарти ґрунтуватимуться на протоколах дротяного доступу, що мають декларативний характер, складених мовою XML і підтримуючих зв'язок через протокол HTTP.